# Anton Démtxenko
Anton Aleksàndrovitx Démtxenko (transcripció internacional: Demchenko; en rus: Анто́н Алекса́ндрович Де́мченко; 20 d'agost de 1987, Novorossisk) és un jugador d'escacs rus, que té el títol de Gran Mestre des de 2013.
A la llista d'Elo de la FIDE del desembre de 2021, hi tenia un Elo de 2654 punts, cosa que en feia el jugador número 21 (en actiu) de Rússia. El seu màxim Elo va ser de 2679 punts, a la llista de l'abril de 2018.

## Resultats destacats en competició
Démtxenko va guanyar el Festival Internacional PSC/Puregold a Quezon City el 2014, i l'obert ZMDI de Dresden el 2016.
El seu bon resultat en el Campionat d'Europa individual de 2016 li valgué una plaça per a participar en la Copa del món de 2017.
Posteriorment va guanyar el 47è Torneig Internacional de Bòsnia a Sarajevo el 2017 i el Campionat d'Europa a Reykjavík el setembre de 2021.